# Japan Ice Hockey League
Japan Ice Hockey League (JIHL) (日本アイスホッケーリーグ) var en ishockeyserie som existerade mellan åren 1966 och 2004, när den ersattes av Asia League Ice Hockey.

## Historik
Ishockey började spelas i Japan redan på 1920-talet och klubblagen har spelat om All Japan Championships sedan 1930.
Klubbarna blev professionella i och med starten av Japan Ice Hockey League år 1966. Ursprungligen deltog fem lag i ligan, vilket utökades till sex lag år 1974.
Ligan upphörde år 2004 och ersattes av Asia League Ice Hockey, vilken första säsongen bestod av fyra lag från JIHL samt det sydkoreanska laget Anyang Halla.